# Elephantomyia setosa
Elephantomyia setosa là một loài ruồi trong họ Limoniidae. Chúng phân bố ở vùng nhiệt đới châu Phi.